# Réorganisation des corps d'infanterie français (1776)
Pour les articles homonymes, voir Réorganisation des corps d'infanterie français et Amalgame militaire.
L'ordonnance royale du 25 mars 1776 réorganise les corps d'infanterie de l'armée française en dédoublant onze régiments qui avaient été conservé à quatre bataillons lors de la Réorganisation de 1775 pour former vingt-deux régiments de deux bataillons chacun.
Cette page comporte également l'ordonnance du roi du 15 décembre 1775 concernant la suppression des régiments provinciaux

## Ordonnance du roi du 25 mars 1776 concernant l'infanterie Française
De par le Roi.

Sa Majesté considérant que rien n'est plus préjudiciable au bien de son service que l'inégalité de composition des différents corps qui forment son armée et voulant donner à toutes ses Troupes d'Infanterie françoise et étrangere, une constitution uniforme, solide et permanente, qui puisse les mettre en état de la servir encore avec plus de succès et de gloire que par le passé, Elle a en conséquence ordonné et ordonne ce qui suit :
Article premier
Les régiments de Picardie, Champagne, Navarre, Piémont, Normandie, La Marine, Béarn, Bourbonnais, Auvergne, Flandre et Guyenne seront dédoublés pour former vingt-deux régiments de deux bataillons chacun.
Article 2
Les 1er et 3e bataillons du régiment de Picardie, formeront à l'avenir le régiment de Picardie.

Les 2e et 4e bataillons dudit régiment, formeront un régiment de deux bataillons qui sera mis sous le titre de Provence.
Les 1er et 3e bataillons du régiment de Champagne, formeront à l'avenir le régiment de Champagne.

Les 2e et 4e bataillons dudit régiment, formeront un régiment de deux bataillons qui sera mis sous le titre de Ponthieu.
Les 1er et 3e bataillons du régiment de Navarre, formeront à l'avenir le régiment de Navarre.

Les 2e et 4e bataillons dudit régiment, formeront un régiment de deux bataillons qui sera mis sous le titre d'Armagnac.
Les 1er et 3e bataillons du régiment de Piémont, formeront à l'avenir le régiment de Piémont.

Les 2e et 4e bataillons dudit régiment, formeront un régiment de deux bataillons qui sera mis sous le titre de Blaisois.
Les 1er et 3e bataillons du régiment de Normandie, formeront à l'avenir le régiment de Normandie.

Les 2e et 4e bataillons dudit régiment, formeront un régiment de deux bataillons qui sera mis sous le titre de Neustrie.
Les 1er et 3e bataillons du régiment de La Marine, formeront à l'avenir le régiment de La Marine.

Les 2e et 4e bataillons dudit régiment, formeront un régiment de deux bataillons qui sera mis sous le titre d'Auxerrois.
Les 1er et 3e bataillons du régiment de Béarn, formeront à l'avenir le régiment de Béarn.

Les 2e et 4e bataillons dudit régiment, formeront un régiment de deux bataillons qui sera mis sous le titre d'Agénois.
Les 1er et 3e bataillons du régiment de Bourbonnais, formeront à l'avenir le régiment de Bourbonnais.

Les 2e et 4e bataillons dudit régiment, formeront un régiment de deux bataillons qui sera mis sous le titre de Forez.
Les 1er et 3e bataillons du régiment d'Auvergne, formeront à l'avenir le régiment d'Auvergne.

Les 2e et 4e bataillons dudit régiment, formeront un régiment de deux bataillons qui sera mis sous le titre de Gâtinais.
Les 1er et 3e bataillons du régiment de Flandre, formeront à l'avenir le régiment de Flandre.

Les 2e et 4e bataillons dudit régiment, formeront un régiment de deux bataillons qui sera mis sous le titre de Cambrésis.
Les 1er et 3e bataillons du régiment de Guyenne, formeront à l'avenir le régiment de Guyenne.

Les 2e et 4e bataillons dudit régiment, formeront un régiment de deux bataillons qui sera mis sous le titre de Viennois.
Article 3
Veut Sa Majesté que les régiments dédoublés, prennent rang immédiatement après les régiments d'où ils auront été tirés, et dans l'ordre où  ils sont nommés dans l'article précédent.
Article 4
L'intention de Sa Majesté est que tous les régiments d'Infanterie, tant Françoise qu'Allemande, Irlandoise, Italienne et Corse, soient à l'avenir composés de deux bataillons; se réservant Sa Majesté d'expliquer ses intentions par une Ordonnance particulière pour son régiment d'Infanterie.
Article 5
Chaque bataillon sera composé de quatre compagnies de Fusiliers, et il y aura dans chaque régiment une compagnie de Grenadiers, une de  Chasseurs, et une compagnie d'Auxiliaires, Sa Majesté jugeant à propos de créer par la présente Ordonnance lesdites compagnies de Chasseurs et d'Auxiliaires.
Suit ensuite jusqu'à l'article 53, la composition et l'organisation des compagnies, escouades, sous-officiers, officiers, état-major, etc.  que l'on retrouvera en ligne

## Ordonnance du roi du 1er avril 1776 concernant le régiment du Roi
De par le Roi.

Sa Majesté ayant réglé par son Ordonnance du 25 du mois de mars dernier, la composition de son Infanterie Françoise, Allemande, Irlandoise, Italienne et Corse : Et s'étant réservée d'expliquer ses intentions sur son régiment d'Infanterie, Elle a ordonné et ordonne ce qui suit :
Article premier
Le régiment d'Infanterie de Sa Majesté,continuera à être composé de quatre bataillons.
Article 2
Chaque bataillon sera composé, comme le reste de l'Infanterie, de quatre compagnies de Fusiliers; et il y aura, sur tout le régiment, deux compagnies de Grenadiers, deux compagnies de Chasseurs, et deux compagnies Auxiliaires.
Suit ensuite jusqu'à l'article 53, la composition et l'organisation des compagnies, escouades, sous-officiers, officiers, état-major, etc.  que l'on retrouvera en ligne à partir de la page 293

## Ordonnance du roi du 15 décembre 1775 concernant la suppression des régiments provinciaux
De par le Roi.

Sa Majesté occupée du soulagement de ses peuples dans toutes les circonstances où le bien de son service et l asûreté de son  Royaume peuvent le permettre; et informée que la forme de la levée des hommes destinés aux régiments provinciaux, non-seulement contribuait à troubler la tranquillité des peuples de ses provinces, mais leur occasionnait encore une dépense assez considérable pour l'équipement de ces hommes, sans   une utilitére connue pour le bien de son service : Et voulant procurer à ses peuples un double soulagement en changeant la forme de cette levée, Elle a ordonné et ordonne ce, qui suit :
Article premier
À commencer du 1er janvier 1776, les  quarante-huit régiments Provinciaux et les douze régiments de Grenadiers-royaux établis par l'Ordonnance du 1er décembre 1774 seront supprimés.
Article 2
L'intention de Sa Majesté est cependant que la levée du sixième de sept cent dix hommes, réglée par ladite Ordonnance, dans les différentes provinces de son royaume, continue d'avoir par le sort, dans la forme établie par le Titre IV de cette Ordonnance, jusqu'à ce que le nombre de soixante-quatorze mille cinq cens cinquante hommes soit complété; et qu'alors chaque sixième soit successivement renvoyé, suivant les dispositions précédentes,et qu'il soit remis par l'Intendant de la province, à chaque homme, un certificat qui constate qu'il a rempli l'obligation à laquelle il a été  assujetti.
Suit ensuite jusqu'à l'article 53, les modalités concernant les soldats et officiers  que l'on retrouvera en ligne à partir de la page 40

## Cavalerie
Une ordonnance royale également du 25 mars 1776, réorganise les corps de cavalerie de l'armée française.